# Sportowe ratownictwo wodne na Światowych Wojskowych Igrzyskach Sportowych 2019 – super ratownik na 200 m kobiet
Super ratownik na 200 m kobiet – jedna z konkurencji sportowego ratownictwa wodnego rozgrywanych podczas Światowych Wojskowych Igrzysk Sportowych 2019 w chińskim Wuhanie. 
Eliminacje i finał rozegrane zostały w dniu 20 października 2019 roku na pływalni Wuhan Five Rings Sports Center Natatorium. Złoty medal zdobyła Chinka Dai Xiaodie, ustanawiając w finale nowy rekord igrzysk wojskowych z czasem 2:28.,51 min.

## Rekordy
Przed finałem Światowych Wojskowych Igrzyskach Sportowych 2019 obowiązywały następujące rekordy:
| Rekord świata             | Davies Prue | 2:21,61 | Adelaide | 29 listopada 2018    |
| Rekord Igrzysk wojskowych | Bao Xueyi   | 2:29,50 | Wuhan    | 20 października 2019 |

## Terminarz
| Data                 | Godzina (UTC+8) | Wydarzenie             |
| -------------------- | --------------- | ---------------------- |
| 20 października 2019 | 9:20            | Wyścigi kwalifikacyjne |
| 20 października 2019 | 19:30           | Finał                  |

## Wyniki

### Kwalifikacje

#### Wyścig 1
| Poz. | Imię i nazwisko   | Narodowość | Tor | Reakcja | Wynik   | Uwagi | Kwal. |
| ---- | ----------------- | ---------- | --- | ------- | ------- | ----- | ----- |
| 1    | Bao Xueyi         | Chiny      | 4   | 0,79    | 2:29,50 | CR    | Q     |
| 2    | Maria Patlasowa   | Rosja      | 3   | 0,82    | 2:30,12 |       | Q     |
| 3    | Isabel Fagundes   | Brazylia   | 6   | 0,75    | 2:37,45 |       | Q     |
| 4    | Lorenza Borriello | Włochy     | 5   | 0,90    | 2:41,59 |       | Q     |
| 5    | Elianne van Soest | Holandia   | 7   | 0,90    | 3:01,17 |       |       |
| 6    | Kaylee Koch       | Holandia   | 2   | 0,92    | 3:23,48 |       |       |

Źródło:

#### Wyścig 2
| Poz. | Imię i nazwisko          | Narodowość | Tor | Reakcja | Wynik   | Uwagi | Kwal. |
| ---- | ------------------------ | ---------- | --- | ------- | ------- | ----- | ----- |
| 1    | Dai Xiaodie              | Chiny      | 4   | 0,72    | 2:34,08 |       | Q     |
| 2    | Thamy Ventorin           | Brazylia   | 7   | 0,70    | 2:38,78 |       | Q     |
| 3    | Celina Seidel            | Niemcy     | 5   | 0,78    | 2:45,44 |       | R     |
| 4    | Karolina Faszczewska     | Polska     | 3   | 0,70    | 2:45,60 |       |       |
| 5    | Josefin Palm             | Szwecja    | 6   | 0,82    | 2:56,47 |       |       |
| 6    | Vicario Nazaret Guerrero | Hiszpania  | 2   | 1,02    | 3:04,78 |       |       |

Źródło:

#### Wyścig 3
| Poz. | Imię i nazwisko                  | Narodowość | Tor | Reakcja | Wynik   | Uwagi | Kwal. |
| ---- | -------------------------------- | ---------- | --- | ------- | ------- | ----- | ----- |
| 1    | Jessica Grote                    | Niemcy     | 4   | 0,80    | 2:36,84 |       | Q     |
| 2    | Maria Luengas Mengual            | Hiszpania  | 5   | 0,78    | 2:38,70 |       | Q     |
| 3    | Jacinda Smit                     | Kanada     | 6   | 0,76    | 2:43,72 |       | R     |
| 4    | Mercedes Gillian Francis Leblanc | Kanada     | 2   | 0,76    | 2:50,12 |       |       |
| 5    | Anna Nocoń                       | Polska     | 3   | 0,87    | 2:52,57 |       |       |
| 6    | Tilde Eklind                     | Szwecja    | 7   | 0,85    | 3:01,35 |       |       |

Źródło:

### Finał
| Poz.   | Imię i nazwisko       | Narodowość | Tor | Reakcja | Wynik    | Uwagi |
| ------ | --------------------- | ---------- | --- | ------- | -------- | ----- |
| złoto  | Dai Xiaodie           | Chiny      | 3   | 0,69    | 2:28.,51 | CR    |
| srebro | Maria Patlasowa       | Rosja      | 5   | 0,81    | 2:29,05  |       |
| brąz   | Jessica Grote         | Niemcy     | 6   | 0,79    | 2:31,61  |       |
| 4      | Thamy Ventorin        | Brazylia   | 1   | 0,73    | 2:34,70  |       |
| 5      | Isabel Fagundes       | Brazylia   | 2   | 0,76    | 2:35.04  |       |
| 6      | Bao Xueyi             | Chiny      | 4   | 0,78    | 2:35,52  |       |
| 7      | Maria Luengas Mengual | Hiszpania  | 7   | 0,77    | 2:36,41  |       |
| 8      | Lorenza Borriello     | Włochy     | 8   | 0,74    | 2:37,02  |       |

Źródło: